# كان بونفيلس
كان (خان) بونفيلس (بالإنجليزية: Kan (Khan) Bonfils) هو ممثل بريطاني من أصل فيتنامي ولد عام 1972 وتوفي بتاريخ 5 يناير 2015 في لندن بسبب سكتة قلبية.

## أعماله
مثل في الكثير من الأفلام والمسلسلات منها حرب النجوم الجزء الأول: تهديد الشبح وبداية باتمان وكابتن السماء وعالم الغد.

## وصلات خارجية
- كان بونفيلس على موقع IMDb (الإنجليزية)
- كان بونفيلس على موقع ألو سيني (الفرنسية)
- كان بونفيلس على موقع أول موفي (الإنجليزية)
- كان بونفيلس على موقع قاعدة بيانات الأفلام السويدية (السويدية)
- كان بونفيلس على موقع قاعدة بيانات الفيلم (الإنجليزية)
- كان بونفيلس على موقع كينوبويسك (الروسية)

صفحته على IMDb